# 중국 인민해방군 공군
중국 인민해방군 공군(중국어 간체자: 中国人民解放军空军, 영어: People's Liberation Army Air Force)은 1949년 11월에 창설된 인민해방군의 공군이다.

## 개요
중국 인민해방군 공군(PLAAF)은 항공, SAM, 대공, 공수가 함께 조직되어 있으며 여기에 추가로 통신, 레이다, ECM, 화학전, 기술(정찰) 및 특수부대가 편성되어 있다. 따라서 PLAAF는 중국 전역에 대한 공중 작전을 운용하는 것과 더불어 공수 작전까지 함께 운용한다. 이를 위해서 PLAAF는 중국 전체를 7개 공군작전구역, 선양, 베이징, 란저우, 지난, 난징, 광저우, 청두의 7개 군구로 나눠 운용하던 것을 2016년 5대 전구 체제로 개편해 총 13개 사단급 사령부가 분리해 관리하고 있다. 개별 공군작전구역(MRAF)들을 항공사단과 지대공미사일사단(또는 여단/연대), 대공포여단(또는 연대), 레이다 여단(또는 연대)그리고 지원 부대로 구성된다. PLAAF 조종사의 평균 비행 시간은 전투기, 전폭기, 공격기, 폭격기 연간 100~150시간이고 수송기는 연간 200시간 이상이다.
과학기술이 발전함에 따라 자국산 군용기 개발과 대규모 현대화가 진행 중이다. 2011년에는 10년 뒤에나 개발될 줄 알았던 중국의 5세대 전투기 청두 J-20이 시험비행에 성공해 전 세계에 충격을 주었다.
중국은 4종류의 제5세대 스텔스 전투기를 보유하고 있다. J-20, FC-31은 시험 비행을 시행중이고 선양비행기공업집단이 개발한 J-15는 항모 함재기로 사용된다. 중국 공군이 제 5세대 전투기 now Owl Jet 개발 프로젝트를 AVIC Shenyang Aircaft Corporation에서 진행 중이며 현재 풍동시험 단계다. Show Owl Jet는 고성능 다목적 전천후 전투기를 개발하는 것으로 고강도의 임무수행이 가능한 기체를 구현하면서 생산단가를 최대한 낮추는 방향으로 개발되고 있다고 한다. 초음속 스텔스 전략 폭격기를 개발중이다. 작전반경은 3,500~3,700Km이다.
J-10B의 경우 체급 및 형상 뿐만 아니라 에비오닉스 측면에서도 유로파이터와 유사점이 많다.

## 편제
- 중국 인민해방군 공군사령부
  - 제34항공사단(VIP 항공기 포함) - II-76MD, Tu-154M, B-747, CRJ200, Y8, Y7, An-30
  - 제100연대, 제101연대, 제102연대
  - 공군 비행테스트연대
- 동부전구 - 난징 MRAF
  - 제3항공사단 - J-10연대 + J-7E연대 + Su-30MKK연대
  - 제10항공사단(폭격) - H-6E 2개 폭격기연대 + Y-8D 1개 ECM연대
  - 제14항공사단 - J-11A연대 + J-7H연대
  - 제26항공사단(특임) - KJ-2000/KJ-200 1개 AEW/AWCAS 연대 + M-171/Z-8 SCAR(Combat Search And Rescue)연대 + JZ-8F 정찰연대
  - 제28항공사단 - JH-7A연대 + Q-5D 2개 연대
  - 제28항공사단 - Su-30MKK연대 + J-7C연대 + J-8B/D연대
  - 1개 독립정찰연대 + JZ-6
  - 1개 비행훈련학교 (K-8, JJ-5, CJ-6로 구성)
  - 3개 SAM여단
  - 1개 방공포(ADA)여단
  - 2개 독립SAM연대
- 남부전구 - 광저우 MRAF
  - 제2항공사단 - J-7B연대 + J-10연대 + Su-27SK연대
  - 제8항공사단(폭격/급유) - H-6E 폭격기연대 + H-6U 급유연대
  - 제9항공사단 - J-8B 연대 + J-8D연대 + J-7B연대
  - 제13항공사단(공수) - IL-76MD 2개 수송기연대 + Y-7/Y-8연대
  - 제18항공사단 - J-7B연대 + Su-30MKK연대
  - 제42항공사단 - J-7B연대 + J-7H연대
  - 1개 독립정찰연대 + JZ-6
  - 4개 SAM여단
  - 1개 방공포(ADA)여단
  - 1개 독립방공포연대
- 서부전구1 - 란저우 MRAF
  - 제6항공사단 - J-11연대 + J-7E연대 + J-7연대
  - 제36항공사단(폭격) - Y8H-1 정찰연대 + H-6E 폭격기연대 + H-6A 폭격기연대
  - 제37항공사단 - J-8H연대 + J-7E연대 + J-7G연대
  - 2개 비행훈련학교 (CJ-6, JJ-5로 구성)
  - 1개 PLAAF 미사일테스트연대 (JJ-6, J-7B로 구성)
  - 1개 복합방공사단
  - 1개 SAM여단
  - 4개 독립SAM연대
- 서부전구2 - 청두 MRAF
  - 제4항공사단(공수) - Y-7/Mi-17 운용
  - 제33항공사단 - J-7E연대 + J-7B연대 + J-11연대
  - 제44항공사단 - J-7B 2개 연대 + J-10연대
  - 1개 비행훈련학교 (H-5, HJ-5, CJ-6로 구성)
  - 1개 복합방공여단
  - 3개 독립SAM연대
- 북부전구1 - 선양 MRAF
  - 제1항공사단 - J-11/J-11B연대 + J-10연대 + J-8A연대
  - 제11항공사단 - 2개 전폭기연대 + Q-5D
  - 제21항공사단 (지린성 옌벤) - J-8H연대 + J-7연대 + J-8B연대
  - 제30항공사단 - J-8A/E연대 + J-8F연대 + J-7E연대
  - 1개 독립정찰연대 + JZ-8
  - 3개 비행훈련학교 (An-30/CJ-6/H-5/HJ-5/JJ-5/K-8/Y-7로 구성)
  - 1개 복합방공여단
  - 1개 SAM여단
- 북부전구2 - 지난 MRAF
  - 제5항공사단 - Q-5E연대 + JH-7A연대
  - 제12항공사단 - J-8B 2개 연대 + J-7G연대
  - 제19항공사단 - Su-27SK연대 + J-11연대 + J-7E연대
  - 1개 독립정찰연대 + JZ-6
  - 4개 SAM여단
- 중부전구 - 베이징 MRAF
  - 제7항공사단 - J-11연대 + J-7B연대
  - 제15항공사단(ftr/atk) - J-7C연대 + Q-5연대 + J-7D연대
  - 제24항공사단 - J-10연대 + J-8연대 + J-8A연대
  - 1개 비행테스트센터 (Su-30/Su-27/J-11/J-8C/J-10/J-7E/JJ-7이 로테이션 형태로 운용됨)
  - 1개 비행훈련기지 (J-7B/JJ-7로 구성)
  - 2개 비행훈련학교 (CJ-6/JJ-5/K-8로 구성)
  - 3개 SAM사단
  - 1개 복합방공사단

### 해외 공군기지
- 짐바브웨 동부 마랑게 다이아몬드 광산지역 인근 공군기지

### 부대별 분류
- 폭격기
  - H-6E/H-6F/H-6H 4개 연대(일부 YJ-63 순항미사일 탑재)
  - H-6(Tu-16)Badger 1개 연대(핵폭탄 공격 가능)
- 전투기
  - J-7[1] Fishbed 2개 연대
  - J-7B Fishbed 8개 연대
  - J-7H Fishbed 2개 연대
  - J-7C Fishbed 2개 연대
  - J-7D Fishbed 1개 연대
  - J-7E Fishbed 6개 연대
  - J-7G Fishbed 2개 연대
  - J-8 Finback 1개 연대
  - J-8A Finback 2개 연대
  - J-8A/J-8E Finback 1개 연대
  - J-8B Finback 4개 연대
  - J-8B/J-8D Finback 1개 연대
  - J-8D Finback 1개 연대
  - J-8H Finback 2개 연대
  - J-8F Finback 1개 연대
  - J-11(Su-27SK)/J-11B Flanker 8개 연대
- 전폭기
  - Su-30MKK Flanker 3개 연대
  - Q-5/Q-5D/Q-5E Fantan 5개 연대
  - J-10 5개 연대
  - JH-7/7A 3개 연대
- 정찰기
  - JZ-6(MIG-19R) 3개 연대
  - JZ-8 Finback 1개 연대
  - JZ-8F Finback 1개 연대
- ECM
  - Y-8D 1개 연대
- AEW/AWACS
  - KJ-2000/KJ-200 1개 연대
- 감시(Surveillance)
  - Y-8H1 1개 연대
- 수송기
  - II-76MD Candid B 2개 연대(제16,제16 공수부대 지원용)
  - Y-7(An-26), Y-8 1개 연대
  - Y-7 1개 연대
- 급유기
  - H-6U 1개 연대
- VIP용
  - II-76MD, Tu-154M, B-737-200, Y-8, An-30 3개 연대
- 대공포(ADA)
  - 북부(지난), 동부(난징), 북부(선양)에 각각 1개 여단씩 배치
- 훈련기
  - H-6H 1개 연대(12대)
  - CJ-6/CJ-5A/CJ-6B 연대급
  - 기타 H-5, HJ-5, Y-7, JL-8(K-8), JJ-5, JJ-6, JJ-7
- 헬리콥터
  - Mi-171/Z8(SA-321) 1개 연대
  - AS-332 Super Puma 연대급(VIP 전용)
  - Mi-8 Hip, Z-9, AS-365N Dauphin 2, Bell 214
- 방공
  - SAM 3개 사단
  - 복합 방공 2개 사단
  - SAM 9개 여단
  - 복합 방공 2개 여단
  - 대공포 2개 여단
  - 독립 SAM 9개 연대
  - 독립 대공포 1개 연대
  - 독립 SAM 4개 대대

## 장비
- 전투기/전폭기

- J-20 208대
- 선양 J-31 2대
- Su-35BM(Su-35S) 24대 (48대 추가 도입)
- Su-30MKK Flanker 73대
- Su-27SK 53대
- Su-27UBK 16대
- J-11A/B 200대이상
- J-16 250대
- JH-7A/JH-7B 206기
- J-10A/B 296대
- J-7/A 전폭기 60대
- Q-5/Q-5D/Q-5E Fantan 120대
- J-17 1대
- J-6 (드론으로 개조해서 타켓용으로 운용 중)
- J-7 (드론으로 개조해서 타켓용으로 운용 중)
- J-7 Fishbed 48대
- J-7B Fishbed 192대
- J-7H Fishbed 48대
- J-7C Fishbed 48대
- J-7D Fishbed 24대
- J-7E Fishbed 144대
- J-7G Fishbed 48대
- J-8 Finback 24대
- J-8A Finback 60대
- J-8B Finback 108대
- J-8D Finback 36대
- J-8E Finback 12대
- J-8F Finback 24대
- J-8H Finback 48대

- 폭격기

- H-6 전략 폭격기 110대

- 조기경보기/조기경보통제기/공중급유기

- KJ-2000 조기경보기 5대
- KJ-200 조기경보통제기 15대
- IL-78 공중급유기 8대
- H-6U 공중급유기 10대

- 정찰기(정보수집기)

- Tu-154MD 4~6대 (최소 4대 난징군구에 배치, 시스템 기밀,Tu-154MD 중 한 대의 제1 임무는 동중국해 내에 있는 미군, 일본군의 정보를 은밀히 수집하는 임무)
- Y-8D ESM SIGINT 10대
- MPA
- JZ-6(MIG-19R) 72대
- JZ-8 Finback 24대
- JZ-8F Finback 24대

- 수송기

- B-737-200(VIP용) 15대
- CL-601 Challenger 5대
- II-18 Coot 2대
- II-76MD Candid B 48대
- Tu-154M Careless 17대
- Y-8
- Y-11 20대
- Y-12 18대
- Y-5(An-2)Colt 170대
- Y-7(An-24)Coke/Y-7H(An-26)Curl 41대

- 감시(Surveillance)

- Y-8H1 3대

- 훈련기

- CJ-6/6A/6B 400대
- JJ-7 50대
- JL-8(K-8) 40대
- Su-27UBK Flanker 32대

- 헬리콥터

- Mi-171E 다목적 헬리콥터 52대
- Z-8(SA-321)
- AS-332 Super Puma(VIP용) 6대
- Mi-8 Hip 50대
- Z-9(AS-365N) Dauphin 2 20대
- Bell 214 4대

- 무인 항공기

- 청두 샹룽
- CH-1 Chang Hong
- Chang Kong 1
- BQM-34 Firebee
- 하피

- 방공

- HD-6D 24개(SP)
- HQ-7 60개 이상(SP)
- HQ-9 32개(SP)
- HQ-12(KS-1A) 24개(SP)
- S-300PMU(SA-10B) 32개(SP)
- S-300PMU1(SA-10C)Grumble 64개(SP)
- S-300PMU2(SA-10C)Grumble 64개(SP)
- HQ-2(SA-2)Guideline Toved/HQ-2A/HQ-2B(A) 300개 이상
- 100mm/85mm 대공포 16,000문

- 공대지 미사일, 공대함 미사일

- AS-14 Kedge
- AS-17 Krypton
- AS-18 Kazoo
- YJ-63
- YJ-88
- YJ-91(X-31 II)

- 공대공 미사일

- AA-12 Adder
- P-27(AA-10)Alamo
- P-37(AA-11)Archer
- PL-12
- PL-2B
- PL-5B/C
- PL-8
- PL-8A

- 폭탄

- LT2/3 유도 폭탄
- LS-6 유도 폭탄

## 전구별 공군 전력 배치
| 전구 | J-11    | J-10    | J-16   | J-20  | JH-7   | Su-27  | Su-30 | 3세대전투기(계) | 조기경보기(계) |
| ---- | ------- | ------- | ------ | ----- | ------ | ------ | ----- | --------------- | -------------- |
| 중부 | 200(4)  | 130(3)  | 25(1)  | 10(1) | 25(1)  | 50(1)  | 0     | 430             | 10             |
| 북부 | 150(3)  | 60(2)   | 50(2)  | 0     | 50(1)  | 0      | 0     | 260             | 8              |
| 동부 | 100(2)  | 125(3)  | 25(1)  | 10(1) | 125(3) | 25(1)  | 70(2) | 340             | 14             |
| 남부 | 0       | 125(3)  | 25(1)  | 0     | 0      | 25(1)  | 25(1) | 200             | 0              |
| 서부 | 200(4)  | 20(1)   | 0      | 0     | 70(2)  | 25(1)  | 0     | 225             | 6              |
| 전체 | 650(13) | 460(12) | 125(5) | 20(2) | 270(7) | 125(4) | 95(3) | 1,455           | 38             |

## 같이 보기
- 중국 인민해방군 육군
- 중국 인민해방군 해군
- 중국 인민해방군 로켓군
- 중국 인민해방군 전략지원부대
- 중국 인민무장경찰부대
- 대한민국 공군